# Crenidorsum micheliae
Crenidorsum micheliae is een halfvleugelig insect uit de familie witte vliegen (Aleyrodidae), onderfamilie Aleyrodinae. De wetenschappelijke naam van deze soort is voor het eerst geldig gepubliceerd door Takahashi in 1932 als Aleurotrachelus micheliae.